# Virginia Grutter
Virginia Grütter (sinh ra có tên Virginia Teresa del Carmen và Inés, Puntarenas, Costa Rica, 20 tháng 4 năm 1929 - 3 tháng 3 năm 2000) là một nhà văn, nữ diễn viên và đạo diễn sân khấu người Costa Rica.

## Tiểu sử
Sinh ngày 20 tháng 4 năm 1929 tại tỉnh Puntarenas, phía tây nam của Costa Rica. Bà là con gái của Lía Jiménez Guido và Mariano Valenzuela, người mà bà chưa bao giờ biết. Không lâu sau khi bà sinh ra, mẹ bà kết hôn với Rolando Grütter Graff, một người Đức đã đến Costa Rica để thoát khỏi cuộc khủng hoảng châu Âu thời kỳ này. Từ đó trở đi Virginia nhận họ của cha dượng.
Các nghiên cứu ban đầu của bà là ở thành phố Puntarenas, nơi bà cũng học tiếng Đức. Khi bà vẫn còn là một bà gái, cha mẹ bà quyết định tới Hamburg để gặp gia đình Rolando; ở đó Virginia sẽ trải nghiệm những liên hệ đầu tiên của bà với chủ nghĩa phát xít. Gia đình cũng đã đến thăm Milan, Venecia, Tirol và Áo, nơi cuối cùng họ phát hiện ra rằng Đức đã tuyên chiến với Ba Lan. Điều này gây ra một cuộc chia ly đột ngột quen thuộc: Virginia đã tị nạn cùng với mẹ bà ở Génova, trong khi cha bà phải trốn sang Liên Xô và sau đó đến Nhật Bản. Gia đình đã đoàn tụ tại Costa Rica vào năm 1941, khi chính phủ của Rafael Ángel Calderón Cảnh sát bắt đầu theo đuổi công dân thường trú tại Đức ở nước này; Rolando sớm bị bắt và gửi đến một lĩnh vực tù nhân ở Texas.
Khi trở về Costa Rica, Virginia đã bắt đầu lại việc học trung học của mình, giai đoạn được đánh dấu bằng sự bất tuân, hình phạt và những cuộc gặp gỡ đầu tiên của bà bằng văn bản. Sau đó, vào năm 1942, ở tuổi mười ba, bà quyết định đi du lịch cùng mẹ đến Bắc Mỹ để đoàn tụ với cha mình. Khi đó, ba người được trao đổi cho các tù nhân dân sự khác và chuyển đến châu Âu. Gia đình đã vượt Đại Tây Dương, Bồ Đào Nha, Tây Ban Nha và Pháp trước khi định cư tại Saarbrücken, trong khu vực giáp ranh giữa lãnh thổ Pháp và Đức. Ngay sau khi Virginia được gửi đến Freudenstadt để hoàn thành nghiên cứu thứ cấp của cô, tuy nhiên đã bị đuổi khỏi trường vì không có dòng máu Đức thuần túy. Những tháng cuối cùng của bà ở lãnh thổ châu Âu đại diện cho sự kết thúc của chiến tranh, nhưng cũng là nỗi đau khổ của nạn đói chỉ kết thúc khi gia đình chuyển đến Munich làm người tị nạn; Sau đó, họ quay trở lại Pháp, và cuối cùng đến Panama để trở về Puntarenas.
Virginia kết hôn với người chồng đầu tiên trong ba người chồng và sinh ba đứa con; và bà đã đi đến trường đại học và nghiên cứu nghệ thuật, văn học và triết học. Bà đã làm việc trong một thập kỷ ở Cuba với tư cách là giám đốc của nhà hát và opera; Ngoài ra, bối cảnh sân khấu mới nổi ở Costa Rica đã khiến bà sáng tác, cùng với Jean Moulaert, của Nhà hát Harlequin, nằm ở thành phố Saint José. Ngoài ra, bà đã tập hợp các nỗ lực và huy động hơn năm trăm trí thức để yêu cầu nền tảng của một nhà xuất bản nhà nước, một cái gì đó sẽ xuất hiện vào năm 1959 với việc thành lập Nhà xuất bản Costa Rica. Vài năm sau, sự hào hứng của bà đối với nghệ thuật kịch tính sẽ đưa bà trở về Đức, nơi bà trở thành một phần của Berliner Ensemble, công ty huyền thoại của nhà hát được thành lập bởi Bertold Brecht.
Khi trở về Mỹ, Virginia kết hôn với Carlos Pérez Vargas, công chúng và phiến quân cánh tả Chile. Tuy nhiên, vào năm 1974, sau cuộc đảo chính của Augusto Pinochet, Carlos trở thành tù nhân và không bao giờ được nghe về nữa. Virginia đã sử dụng tất cả các cơ chế chính trị và ngoại giao để cố gắng phục hồi chồng. Những nỗ lực của bà ấy, như những người của rất nhiều phụ nữ Chile khác, là vô ích. Sau đó, Virginia phải thực hiện một cuộc chiến dài khác để giải thoát con gái Liana, bị bắt ở Nicaragua dưới chế độ của Anastasio Somoza, và đã hồi phục sau chiến thắng của người chơi cát. Từ đó trở đi, bà là chiến binh với phong trào cánh tả ở Costa Rica, vì lý do này, sản phẩm văn học của bà đã bị kiểm duyệt trong nhiều thập kỷ.
Trong những năm cuối đời, Virginia làm giáo sư đánh giá cao sân khấu tại Đại học Costa Rica. Bà qua đời vào ngày 3 tháng 3 năm 2000, sau khi bị suy hô hấp. Năm năm trước khi chết, năm 1995, bà đã tham gia một bộ phim tài liệu tóm tắt một số sự kiện trong cuộc đời và một phần công việc của cô. Bộ phim có tựa đề "Virginia Grütter: mạnh hơn nỗi đau", được chỉ đạo bởi nhà làm phim người Đức Quinka F. Stoehr và được trình bày tại Costa Rica hai năm sau đó.

## Tác phẩm văn học
Các tác phẩm văn học của Virginia Grütter thuộc thế hệ Cộng hòa thứ hai, được phát triển chủ yếu vào thập niên 1950. Thế hệ này đã khánh thành một thời kỳ mới trong Văn học Costa Rico, vốn bị ảnh hưởng mạnh mẽ bởi một số sự kiện lịch sử như Chiến tranh thế giới thứ hai và Cách mạng 48 ở Costa Rica. Lời bài hát của thời kỳ này được đặc trưng bởi sự chủ quan của bà ấy, cũng như nghiên cứu về khiếu nại xã hội, chủ đề khiêu dâm và trasformacse của sự hiện đại.
Các tác phẩm của Grütter tránh xa truyền thống số liệu, Versificación nghiêm ngặt cho bà một bước tiến tới thơ ca prosaica hơn và gần gũi hơn với ngôn ngữ hàng ngày. Cũng được chứng minh là việc sử dụng lời nói tình dục bằng cách khám phá cơ thể và khiêu dâm, một sự xuất hiện mà gần đây chỉ có trong tay của đàn ông. Nó cho thấy ảnh hưởng tư tưởng và chính trị, cuộc khủng hoảng hiện sinh của sự hiện đại và sự xa lánh của các chủ thể trước một thế giới với ngày càng ít giao tiếp và vô ích.
Nói theo chủ đề là theo kịp trong hai cuốn tiểu thuyết mà Grütter lồng vào câu chuyện: Những người bạn và gió và Mất tích, cả hai câu chuyện đều có một tầng lớp tự truyện rõ ràng. Trong phần đầu tiên, Grütter nói về những trải nghiệm của bà ở Đức Quốc xã, cuộc sống của bà trong chiến tranh và hình thức trong đó điều này làm mất uy tín cá nhân. Trong Mất tích, bà bộc lộ những vấn đề liên quan đến chế độ độc tài Chile. Toàn bộ văn bản này được lấy cảm hứng từ sự mất tích của ông chồng Carlos dưới quyền quân sự của Pinochet. Tương tự như vậy, nó làm nổi bật sự đóng góp của nghệ thuật kịch nghệ ở Costa Rica với nền tảng của Nhà hát Harlequin, không gian đại diện cho sự hỗ trợ quan trọng cho sự phát triển của nghệ thuật kịch ở Costa Rica.

## Ấn phẩm
- " Đưa tay cho tôi " (1954).
- " Thơ của thế giới này " (1973).
- "Những bài hát về cái nôi và của trận chiến " (1994). Giải thưởng văn học Áncora năm 1996.

Văn xuôi
- "F riends and the Wind " (tựa gốc là " Boris ") (1978).
- " Mất tích " (1980).
- "Hát theo thời gian của tôi: ký ức" (1998).